# Roure de Can Clapers
El Roure de Can Clapers (Quercus humilis) és un arbre que es troba a Sentmenat (el Vallès Occidental), el qual és un vell exemplar de roure martinenc molt poc conegut a la contrada.

## Dades descriptives
- Perímetre del tronc a 1,30 m: 3,01 metres.
- Alçada: 25,3 metres.
- Amplada de la capçada: 12,50 x 14,40 metres (amplada mitjana capçada: 13,45 metres).
- Altitud sobre el nivell del mar: 163 metres.[1]

## Entorn
S'alça en una raconada poc freqüentada, mig amagat per la vegetació i envoltat de conreus i masies. Tot i que es localitza al municipi de Sentmenat, el millor accés és des del nucli urbà de Palau de Plegamans.

## Aspecte general
Es troba en un estat de conservació molt malmès: el tronc està atacat massivament per insectes devoradors de fusta. La vegetació de l'entorn, per altra banda, amenaça d'engolir l'arbre.

## Accés
Es troba al costat de la masia de Can Clapers: des del centre urbà de Palau de Plegamans, seguim les indicacions en direcció al cementiri municipal, ubicat a l'extrem oest de la població. Poc abans d'arribar-hi, tombem a l'esquerra pel carrer del Camí de Can Clapers. En acabar l'asfalt, seguim per pista de terra, travessant un torrent i tombant a la dreta. De seguida passem pel costat de l'espectacular masia de Can Clapers. Cent metres més enllà, arribem a un encreuament. Deixem el cotxe i continuem a peu per la pista de la dreta, travessant un camp. A l'altra banda d'aquest, a tocar de la llera del torrent, s'alça el roure. Coordenades UTM: 31T X0429382 Y4604910.